# Sofia Tornambene
Sofia Tornambene (* 12. September 2003 in Civitanova Marche), auch bekannt als Kimono, ist eine italienische Popsängerin.

## Werdegang
Tornambenes Vater ist Jazzmusiker, wodurch sie schon früh mit Musik in Berührung kam und zu singen begann. Sie lernte Klavier, Gitarre und Schlagzeug. Neben der Musik begeisterte sie sich auch für Karate, was zu ihrem Künstlernamen Kimono führte. Nachdem sie Erfahrungen mit selbst geschriebenen Liedern gesammelt hatte, nahm sie 2019 zunächst an der zweiten Staffel der Castingshow Sanremo Young teil, wo sie (als Kimono) Dritte wurde. Noch im selben Jahr schaffte Tornambene es durch die Castings für die 13. Staffel von X Factor. Dort war sie im Team von Sfera Ebbasta und präsentierte das eigene Lied A domani per sempre; aus dem Finale ging sie schließlich als Siegerin hervor.

## Diskografie
Singles

| Jahr | Titel Album         | Höchstplatzierung, Gesamtwochen, AuszeichnungChartsChartplatzierungen (Jahr, Titel, Album, Platzierungen, Wochen, Auszeichnungen, Anmerkungen) | Anmerkungen |
| Jahr | Titel Album         | IT | Anmerkungen |
| ---- | ------------------- | --- | ----------- |
| 2019 | A domani per sempre | IT27 (1 Wo.)IT |             |

## Belege
1. ↑  Sofia Tornambene vince X Factor 13, l’artista ha solo 16 anni. In: FanPage.it. 13. Dezember 2019, abgerufen am 15. Dezember 2019.
2. ↑  Francesco Repupilli: X Factor 2019, ecco chi è Sofia Tornambene. In: ilrestodelcarlino.it. 12. Dezember 2019, abgerufen am 13. Dezember 2019 (italienisch).
3. ↑  Arianna Ascione: X Factor 2019, la vincitrice è la diciassettenne Sofia Tornambene. In: Corriere.it. 13. Dezember 2019, abgerufen am 13. Dezember 2019 (italienisch).
4. ↑  Archivio classifiche Top Singoli. FIMI, abgerufen am 13. Dezember 2019 (italienisch).

| Personendaten    | Personendaten            |
| ---------------- | ------------------------ |
| NAME             | Tornambene, Sofia        |
| ALTERNATIVNAMEN  | Kimono, Sofia            |
| KURZBESCHREIBUNG | italienische Popsängerin |
| GEBURTSDATUM     | 12. September 2003       |
| GEBURTSORT       | Civitanova Marche        |